# Newton Thornburg
Newton Kendall Thornburg (* 13. Mai 1929 in Harvey (Illinois); † 9. Mai 2011 in Bothell, Washington) war ein US-amerikanischer Schriftsteller.

## Leben
Thornburg wuchs in Chicago Heights, einem Vorort Chicagos auf. Er studierte Kunst an der Illinois Wesleyan University und der University of Iowa. In den Folgejahren versuchte er, sich als Maler in New York einen Namen zu machen, zog jedoch mit seiner Frau Karin nach einigen Jahren zurück nach Illinois und arbeitete dort in verschiedenen Jobs, bis er als Werbetexter Erfolg hatte und zehn Jahre in Milwaukee, St. Louis und Santa Barbara lebte. 
Nebenher begann er zu schreiben und veröffentlichte 1967 seinen ersten Roman Gentleman Born. Thornburg verkaufte die Filmrechte seines dritten Romans To Die in California (1973) für 100 000 Dollar (der Film wurde allerdings nie realisiert) und erwarb für das Geld eine Farm in den Ozark Mountains in Missouri, lebte dort mit seiner Familie und schrieb weitere Romane, darunter auch sein erfolgreichstes Buch, Cutter and Bone (1976), das 1981 mit Jeff Bridges verfilmt wurde. 
1980 zog er nach Seattle und starb 2011 im Vorort Bothell.

## Romane
- Gentleman Born, 1967
- Knockover, 1968
  - Die Mäuse bringt der Nikolaus, dt. von Elisabeth Simon; Heyne, München 1970. ISBN 3-404-00541-4
- To Die in California, 1973
- Cutter and Bone, 1976
  - Geh zur Hölle, Welt!, dt. von Isabella Drott; Moewig, Rastatt 1982. ISBN 3-8118-6125-5
  - Neuübersetzung: Cutter und Bone, dt. von Susanna Mende; Polar, Hamburg 2015. ISBN 978-3-945133-16-3
- Black Angus 1979
  - Schwarze Herde, dt. von Susanna Mende; Polar, Hamburg 2016. ISBN 978-3-945133-35-4
- Valhalla, 1980
- Dreamland, 1983
- Beautiful Kate, 1984
- The Lion at the Door, 1990
- A Man’s Game, 1996
- Eve’s Men, 1998

## Verfilmungen
- Cutter’s Way (dt. Bis zum bitteren Ende bzw. Cutter’s Way – Keine Gnade, USA 1981, Regie: Ivan Passer)
- Beautiful Kate (Australien 2009, Regie: Rachel Ward)